# 波兰共和国自卫
波兰共和国自卫（波蘭語：Samoobrona Rzeczpospolitej Polskiej）是波兰的一个政党，在不同时期分别打出了左翼民族主义、天主教左翼、社会民主主义、基督教民主主义、民族主义、天主教社会主义的特征的旗号，大多数情况下融合了这些单个的特征。该党成立于1992年1月10日，并于同年6月12日注册，创始人是安杰伊·莱佩尔。